# Roll-over-Kredit
Als Roll-over-Kredit bezeichnet man im internationalen Kreditverkehr einen mittel- bis langfristigen Kredit, dessen Zinssatz nicht für die gesamte Laufzeit des Kreditvertrages festgelegt, sondern periodisch den aktuell geltenden Marktverhältnissen angepasst wird. Die Zinsanpassung erfolgt zu vertraglich vereinbarten Terminen, üblicherweise alle 1, 3, 6 oder 12 Monate. Als Referenzzinssatz werden beispielsweise der LIBOR oder EURIBOR verwendet.

## Allgemeines
Mit einem für einen gewissen Zeitraum festen Zinssatz soll dem Kreditnehmer eine sicherere Kalkulationsgrundlage geschaffen werden, die ihm einen Teil des Zinsänderungsrisikos abnimmt. Steigen nämlich die vergleichbaren Marktzinsen während der Festzinsperiode, so ist der Roll-over-Kredit hiervon nicht betroffen. Sinken jedoch die aktuellen Marktzinsen, dann hat der Kreditnehmer den Festzins weiterhin zu zahlen; er trägt mithin lediglich das Zinsänderungsrisiko bei sinkenden Zinsen.  

## Kreditnehmer und Dokumentation
Als Kreditnehmer kommen mittlere und große Unternehmen, die öffentliche Hand und Staaten in Frage. Mit diesen Kreditnehmern werden für derartige Zinsbindungsvereinbarungen meist die internationalen Vertragsstandards der LMA zugrunde gelegt, wonach nicht in Anspruch genommene Teile einer revolvierend nutzbaren Kreditlinie (englisch „rollover facility“) innerhalb des Verfügbarkeitszeitraums (englisch „availability period“) bis zum Fälligkeitsdatum (englisch „final maturity date“) der Kreditlinie in Anspruch genommen werden dürfen.

## Laufzeit der Zinsbindung
Die kürzeste Zinsbindungsfrist liegt im Normalfall bei einem Monat. Üblich sind auch Fristen von 3, 6 oder 12 Monaten. Dabei wird in aller Regel vereinbart, dass nach Ablauf dieser Zinsbindungsfristen dem Kreditnehmer die Option eingeräumt wird, den Kredit ganz oder teilweise zu tilgen oder eine neue Zinsbindungsfrist zu vereinbaren (englisch ”rollover“). Damit weist der Roll-over-Kredit auch die Liquidität des Kreditnehmers berücksichtigende Aspekte auf. Die bestehende Kredithergabeverpflichtung des Kreditinstituts endet dann nicht mit dem Datum einer periodischen Zinsanpassung, sondern mit dem Fälligkeitsdatum der übergeordneten Kreditzusage, innerhalb derer revolvierende Inanspruchnahmen möglich sind. 
Entsprechende Kreditverträge weisen eine längere Laufzeit auf als die innerhalb dieser Verträge zu vereinbarenden Zinsbindungsfristen. Kommt es nach Ablauf einer Zinsbindungsfrist zu einer neuen Zinsbindungsfrist,  wird vertraglich eine periodische Zinsanpassung (wiederum alle 1, 3, 6 oder 12 Monate zu jeweils festgelegten Terminen) auf Basis eines genau definierten Referenzzinsatzes (etwa EURIBOR, LIBOR) vereinbart. Der Kreditzins setzt sich dann aus zwei Komponenten, nämlich dem vereinbarten Referenzzins zuzüglich eines fest vereinbarten Aufschlags (Marge), deren Höhe in erster Linie durch die Bonität des Kreditnehmers bestimmt wird, zusammen. 
Eine Art des Roll-over-Kredits stellt die Revolving Credit Facility dar, die dem deutschen Kontokorrentkredit ähnelt.